# Būrbūr Tappeh
Būrbūr Tappeh (persiska: بوربور تپّه, بلبل تپه) är en ort i Iran.   Den ligger i provinsen Golestan, i den norra delen av landet, 300 km öster om huvudstaden Teheran. Būrbūr Tappeh ligger 3 meter över havet och antalet invånare är 160.
Terrängen runt Būrbūr Tappeh är platt.Runt Būrbūr Tappeh är det ganska tätbefolkat, med 139 invånare per kvadratkilometer. Närmaste större samhälle är Gorgan, 18,9 km sydväst om Būrbūr Tappeh. Trakten runt Būrbūr Tappeh består till största delen av jordbruksmark.